# Wagnerova tuba

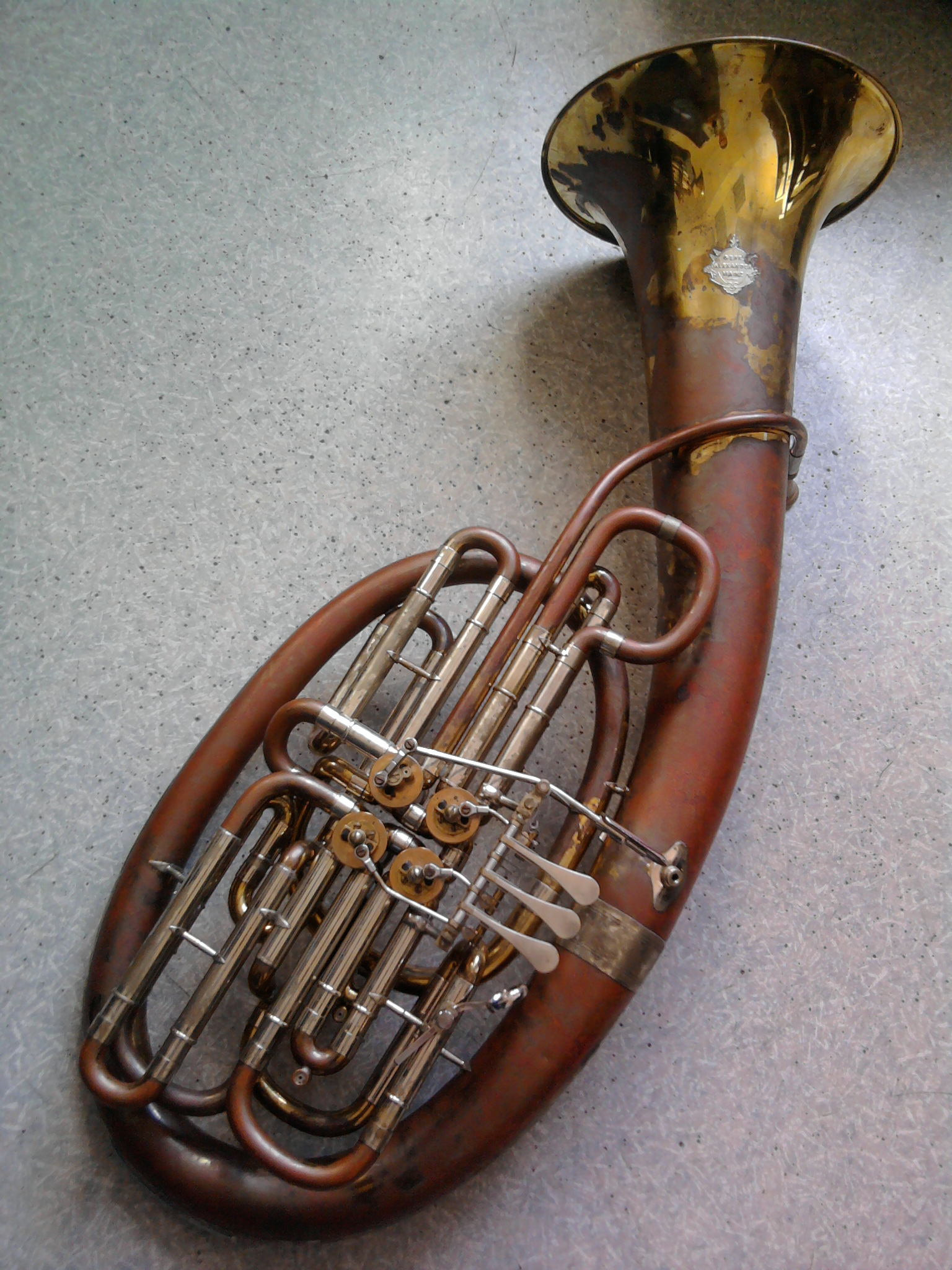
Wagnerova tuba

Wagnerova tuba je speciální žesťový nástroj, který vznikl v Německu v 19. století na popud skladatele Richarda Wagnera pro jeho operu Prsten Nibelungův a byla poprvé použita při bayreuthském provedení tohoto díla v roce 1876.
Wagnerova tuba neboli tubový roh má na žesťový nástroj obrovský základní rozsah (C - g2, tedy tři a půl oktávy), což je dáno zvláštním nátrubkem. Jeho zvuk obsahuje měkkost lesního rohu, ale přitom je triumfální jako pozoun. Má čtyři ventily a kromě větších rozměrů vypadá téměř shodně s basovou křídlovkou - ale v zrcadlovém gardu (baskřídlovka je obsluhována pravou rukou, zatímco Wagnerova tuba je uzpůsobena ve smyslu lesního rohu pro levou ruku).